# 桂溪县
桂溪县，古县名。唐天宝元年（742年）改清水县置，治所在今重庆市垫江县东北。因桂溪而得名。属潾州。后属忠州。北宋熙宁五年（1072年）废入垫江县。 